# 北海道道440号西帯広停車場線
北海道道440号西帯広停車場線（ほっかいどうどう440ごう にしおびひろていしゃじょうせん）は、北海道帯広市内を結ぶ一般道道である。

## 概要

### 路線データ
- 起点：北海道帯広市西23条南1丁目（JR北海道 根室本線 西帯広駅）
- 終点：北海道帯広市西23条北1丁目（国道38号交点）
- 総延長：0.239 km
- 実延長：0.225 km
- 重用延長：0.014 km

### 道路管理者
- 十勝総合振興局 帯広建設管理部 事業課

## 歴史
- 1962年（昭和37年）8月1日 - 路線認定[1]。

## 地理

### 通過する自治体
- 十勝総合振興局
  - 帯広市

### 交差する道路
帯広市
- 国道38号 - 西23条北1丁目（終点）